# 埃爾瑟河

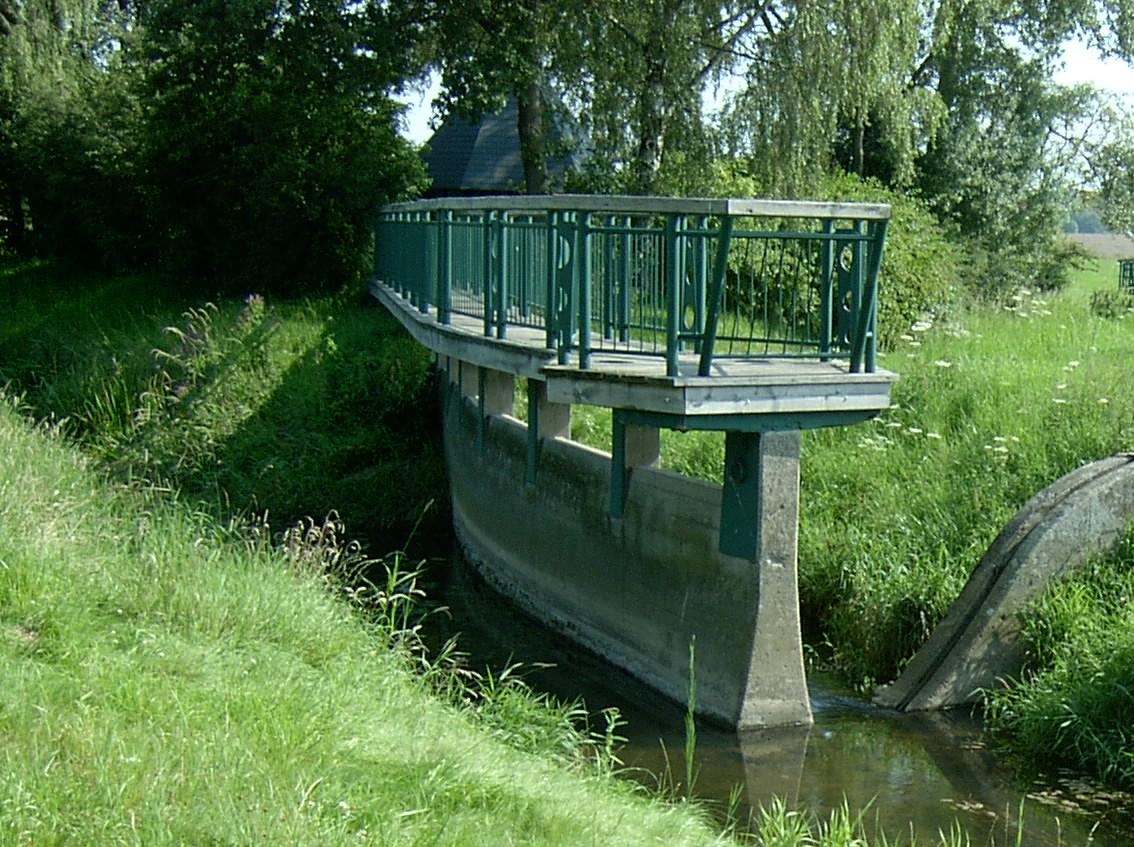

埃爾瑟河（德語：Else）是德國的河流，屬於哈瑟河的左支流，流經北萊茵-威斯特法倫州東北部和下薩克森州南部，河道全長35公里，流域面積416平方公里，發源自梅勒。